# Параньгинське міське поселення
Параньги́нське міське поселення (рос. Праньгинское городское поселение) — муніципальне утворення у складі Параньгинського району Марій Ел, Росія. Адміністративний центр — селище міського типу Параньга.

## Населення
Населення — 5498 осіб (2019, 6227 у 2010, 6962 у 2002).

## Склад
До складу поселення входять такі населені пункти:
| Населений пункт                | Населення, осіб (2002) | Населення, осіб (2010) |
| ------------------------------ | ---------------------- | ---------------------- |
| Красний Амшан, присілок        | 0                      | -                      |
| Ляжбердіно, присілок           | 246                    | 242                    |
| Параньга, селище міського типу | 6716                   | 5985                   |